# Lockheed XFV
Le Lockheed XFV-1 (surnommé "Salmon" - Saumon - d'après le nom de son pilote d'essai Herman "fish" Salmon) est un avion militaire de la guerre froide construit par Lockheed pour l’United States Navy en 1953-1954 comme avion de chasse embarqué. Ce projet était très audacieux (l’appareil devait décoller et atterrir verticalement) et ne dépassa pas le stade du prototype. Il fut officiellement abandonné en 1956.

## Concept et essais
Cet appareil, comme son demi-frère le Convair Pogo, résultait d'une spécification de l'US Navy pour tester un avion capable de décoller verticalement depuis un navire de petites dimensions et assurer la protection d'une escadre ou d'un convoi dépourvu de porte-avions. Il était propulsé par un turbopropulseur Allison YT 40 (composé de deux turbopropulseurs T38 jumelés par accouplement sur une boîte de vitesses commune à la fiabilité très problématique) entraînant des hélices contrarotatives à trois pales.
Cet appareil se révéla moins réussi que son rival de chez Convair et ne put jamais réussir complètement les transitions entre vol vertical et vol horizontal avec décollage et atterrissage.
Le concept original prévoyait un appareil reposant sur sa queue avant le décollage (configuration dite « tail-sitter » en anglais) mais le moteur initialement installé s'avéra trop peu puissant pour arracher l'avion à la verticale. En attendant une version plus puissante (dont le développement ne se matérialisa jamais), l'appareil fut équipé d'un train d'atterrissage fixe provisoire aux jambes très longues (pénalisant en termes de trainée aérodynamique). 

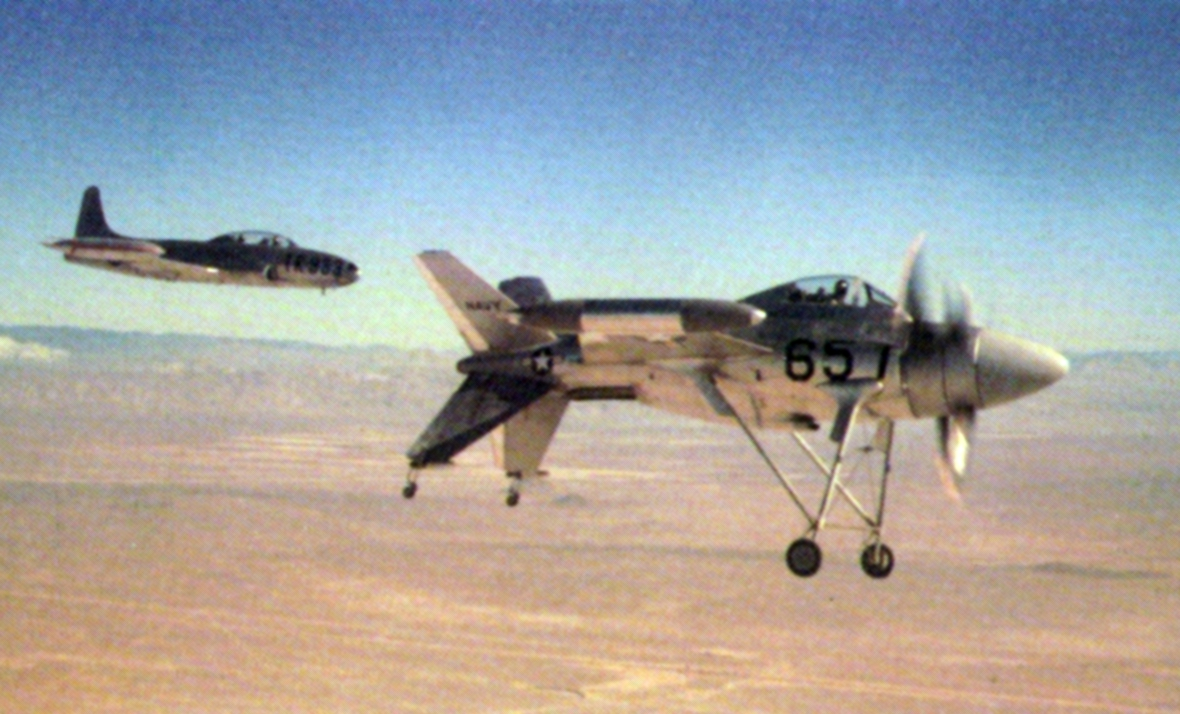
Le premier XFV-1 lors d'un vol d'essai à Edwards AFB, avec son train d'atterrissage provisoire.

Avec l'appareil ainsi grée le pilote d'essai Herman « fish » Salmon put faire décoller l'appareil et, arrivé à une altitude suffisamment élevée pour avoir de la marge, tenter des transitions du vol horizontal à la verticale et inversement, mais l'appareil était incapable de remonter à la verticale et tous les atterrissages se firent horizontalement en utilisant le train classique rapporté. Comme pour l'appareil concurrent, l'apparition de purs avions à réaction navalisés, bien plus rapides (supersoniques) mirent fin au programme à partir de 1956.